# Martin Friedrich Cannabich
Martin Friedrich (oder Matthias Franciscus) Cannabich (* um 1690 im Elsass; begraben 12. Oktober 1773 in Mannheim) war ein deutscher Komponist, Oboist und Flötist.

## Leben
Er war Hofmusiker in der Kapelle von Kurfürst Johann Wilhelm. Nach dem Tod des Kurfürsten war Cannabich von 1718 bis 1720 bei seinem Nachfolger Karl Philipp in Heidelberg tätig. Nach dem Umzug des kurfürstlichen Hofs von Heidelberg nach Mannheim, ist er 1723 in Mannheim als Mitglied der Hofkapelle nachweisbar. Dort war er auch Flötenlehrer von Kurprinz Karl Theodor. Seine Pensionierung erfolgte 1756. 
Martin Friedrich Cannabich war zweimal verheiratet: 1715 heiratete er Anna Maria Essers, 1727 seine zweite Frau Rosina Arnold. Er war der Vater von Christian Cannabich und der Großvater von Carl Cannabich, ebenfalls Komponisten und Musiker.

## Werk
- Sonate a flauto traverso solo e basso op.1, Paris 1741/42, erschienen bei Leclerc (A.Devriès/F.Lesure 1979, Nr. 125).